# Aanklacht tegen Donald Trump in New York
The People of the State of New York v. Donald J. Trump was een strafproces tegen Donald Trump, de 45e president van de Verenigde Staten. Trump kreeg te maken met 34 aanklachten wegens het vervalsen van zakelijke gegevens met de bedoeling andere misdaden te plegen of te verbergen. Dit hield verband met betalingen aan pornoster Stormy Daniels om haar stilzwijgen over een eerdere vermeende affaire tussen hen af te kopen. 
De officier van justitie van Manhattan beschuldigde Trump ervan deze zakelijke gegevens te hebben vervalst met de bedoeling de limieten voor de financiering van de federale campagne te overschrijden, de Amerikaanse presidentsverkiezingen van 2016 op onrechtmatige wijze te beïnvloeden en belastingfraude te plegen. Op de aanklachten staat een maximale gevangenisstraf van twintig jaar als Trump op vijf of meer punten zou worden veroordeeld.
Trump werd door de rechter schuldig bevonden, maar omdat hij ondertussen tot president was verkozen, kreeg hij een onvoorwaardelijke opschorting van straf.

## Geschiedenis
De aanklacht, de eerste tegen een voormalige Amerikaanse president, werd op 30 maart 2023 goedgekeurd door een grand jury in Manhattan. Trump reisde op 3 april 2023 van zijn woonplaats in Florida naar New York, waar hij zich meldde bij het kantoor van de officier van justitie in New York en de volgende middag werd aangeklaagd. Het proces begon op 15 april 2024. De betogen voor de rechtbank begonnen op 22 april. 
Op 30 april werd Trump de eerste Amerikaanse president die ooit werd veroordeeld wegens minachting van de rechtbank, vanwege opmerkingen die hij eerder deze maand maakte over personen die bij het proces betrokken waren.
Op 30 mei 2024 werd Donald Trump door de jury schuldig bevonden aan 34 aanklachten in verband met het vervalsen van bedrijfsdocumenten.
Maanden voordat hij werd aangeklaagd, kondigde Trump zijn voornemen aan om campagne te voeren voor de presidentsverkiezingen van 2024. De aanklacht, noch enige daaruit voortvloeiende veroordeling zou zijn kandidatuur diskwalificeren.
In juli 2024 spande de procureur-generaal van Missouri, Andrew Bailey, een rechtszaak aan tegen de staat New York in een poging een beroep te doen op de exclusieve bevoegdheid van het Amerikaanse Hooggerechtshof om geschillen tussen twee staten te behandelen. De rechtszaak was bedoeld om het spreekverbod en de veroordeling van Trump te blokkeren tot na de verkiezingen, en beschuldigde New York van inmenging in de verkiezingen in Missouri en het schenden van de rechten van het eerste amendement van Missouri-inwoners. Op 5 augustus oordeelde het Hooggerechtshof tegen ingrijpen. 
Op 3 januari 2025 verklaarde rechter Merchan in een uitspraak waarin de veroordeling werd bevestigd, dat Trump "zich tot het uiterste had ingespannen om ...zijn gebrek aan respect voor rechters, jury's... en het rechtssysteem als geheel te verspreiden".
Merchan oordeelde dat Trump ervoor kon kiezen om zijn veroordeling van 10 januari via videoconferentie bij te wonen. Merchan verklaarde dat het onpraktisch zou zijn om de verkozen president op te sluiten en suggereerde dat hij hoogstwaarschijnlijk een onvoorwaardelijk ontslag zou uitvaardigen, waarbij hij de aanklacht zou handhaven, maar geen boete, proeftijd of gevangenisstraf zou uitvaardigen. Trump koos ervoor om de veroordeling via videoconferentie bij te wonen. 
Op 10 januari vaardigde Merchan een onvoorwaardelijke opschorting van straf uit. Dit betekent dat een misdaad werd begaan, maar dat Trump geen straf wordt opgelegd. Trump wordt hiermee de eerste Amerikaanse president met een strafblad.